# Basldseg
Basldseg (en inglés antiguo: Bældæg, una versión anglosajona de Balder, también Bealdæg, Beldegg, Beldvig, cuyo significado es «día luminoso o brillante».) (c. 243) es un dios y rey mitológico de los sajones, en particular de la región de Westfalia, según la crónica anglosajona; ancestro de la casa real del reino de Bernicia y Wessex, hijo de Odín, y hermano de Weothulgeot, Wehta, Saxnote, Casere y Wsegdseg.